# Weligama
Weligama è una città dello Sri Lanka, situata nella Provincia Meridionale.